# Germano Pierdomenico
Germano Pierdomenico (Torrevecchia, 12 juni 1967) is een voormalig profwielrenner uit Italië. 

## Palmares
1989
- Coppa Fiera di Mercatale

1992
- 1e etappe Grand Prix Willem Tell

1995
- 13e etappe Herald Sun Tour

## Resultaten in voornaamste wedstrijden
| Jaar | Ronde van Italië | Ronde van Frankrijk | Ronde van Spanje |
| ---- | ---------------- | ------------------- | ---------------- |
| 1990 |                  |                     |                  |
| 1991 | 39e              |                     |                  |
| 1992 |                  |                     |                  |
| 1993 |                  |                     | opgave           |
| 1995 |                  |                     |                  |
| 1996 |                  |                     | opgave           |
| 1997 | 36e              |                     |                  |
| 1998 | opgave           |                     |                  |
| 1999 |                  |                     |                  |

| Jaar | Milaan-San Remo | Ronde van Vlaanderen | Amstel Gold Race | Luik-Bast.‑Luik | Waalse Pijl | Clásica San Sebastián | Bretagne Classic |
| ---- | --------------- | -------------------- | ---------------- | --------------- | ----------- | --------------------- | ---------------- |
| 1990 | 106e            |                      |                  |                 |             |                       |                  |
| 1991 | 79e             |                      |                  |                 |             |                       |                  |
| 1992 | 190e            |                      |                  |                 |             |                       |                  |
| 1993 | 57e             |                      |                  |                 |             |                       |                  |
| 1995 | 148e            |                      |                  |                 |             |                       |                  |
| 1996 |                 |                      |                  |                 |             |                       | 6e               |
| 1997 |                 |                      |                  |                 |             |                       |                  |
| 1998 | 88e             | 25e                  | 6e               | 50e             | 71e         | 118e                  |                  |
| 1999 |                 |                      |                  |                 |             | 130e                  | 27e              |